# Enrico Galleschi
Enrico Galleschi (Casciana Terme, 30 maggio 1963) è un ex ciclista su strada italiano.
Professionista dal 1986 al 1991 svolgendo prevalentemente il ruolo di gregario, vinse un'unica gara fra i professionisti, il Gran Premio Industria e Commercio di Prato 1991.
Prese parte a cinque edizioni del Giro d'Italia cogliendo alcuni piazzamenti di tappa nelle edizioni del 1988 e 1989.

## Palmarès
- 1982 (Dilettanti, una vittoria)

Gran Premio Cementeria Fratelli Bagnoli
- 1983 (Dilettanti, una vittoria)

Gran Premio Vivaisti Cenaiesi
- 1984 (Dilettanti, quattro vittorie)

Giro del Montalbano
Coppa Bologna
Coppa Ciuffenna
Circuito Valle del Liri
- 1985 (Dilettanti, due vittorie)

Classifica generale Giro d'Abruzzo - Trofeo Interspar
Coppa Ciuffenna
- 1991 (Gis Gelati, una vittoria)

Gran Premio Industria e Commercio di Prato

## Piazzamenti

### Grandi Giri
- Giro d'Italia

1987: 96º
1988: 51º
1989: ritirato (alla ? tappa)
1991: 103º

### Classiche monumento
- Milano-Sanremo

1987: 63º
1989: 21º
1990: 39º
1991: 85º
1992: 99º